# Servo (Software)
Servo ist eine Browser-Engine, die von Mozilla und Samsung gemeinsam entwickelt wird. Der Prototyp zielt darauf ab, eine stärker parallelisierte Umgebung zu erschaffen, in welcher viele Komponenten (wie das Rendering, Layout, HTML-Parsing, Bild-Dekodieren) durch feingeteilte, isolierte Aufgaben abgearbeitet werden. Das Projekt hat eine symbiotische Beziehung zu Rust, der Programmiersprache, in der es entwickelt wurde.
Erste Benchmarks von Servo zeigen eine im Vergleich zu Gecko deutlich kürzere Renderingzeit. Bei den zwei veröffentlichten Testergebnissen war Servo im Vergleich zu Gecko im Einzelthread-Modus mehr als doppelt so schnell, im Betrieb mit vier Threads vier- bis fünfmal schneller.
Die Entwickler hatten für das vierte Quartal 2015 eine Alpha-Version angekündigt und es gibt eine experimentelle Integration in Mozillas Betriebssystem Firefox OS. Im Juli 2016 sind erste Nightly Builds (sog. Preview) veröffentlicht worden.
Servo soll durch das Projekt Quantum schrittweise in Firefox integriert werden.
Im November 2020 übertrug Mozilla das Projekt zur Linux Foundation. Seither verzeichnet das Projekt weniger Contributions.